# Josh Doig
Josh Thomas Doig (Edimburgo, 18 maggio 2002) è un calciatore scozzese, difensore del Sassuolo e della nazionale Under-21 scozzese.

## Caratteristiche tecniche
Di ruolo terzino sinistro, può giocare anche come esterno di centrocampo e come difensore centrale sia nella difesa a 4 che a 3. Forte nel gioco aereo e nei contrasti, sa anche essere un buon assistman, nonostante sia più a suo agio nella fase difensiva.

## Carriera

### Club

#### Gli inizi
Cresciuto nel settore giovanile dell'Hearts, nel 2019 viene acquistato dall'Hibernian; nel febbraio 2020 firma un contratto professionistico e viene ceduto in prestito al Queen's Park in quarta divisione fino al termine della stagione.

#### Hibernian
Rientrato per fine prestito, debutta in prima squadra il 1º agosto 2020 in occasione del match di Scottish Premiership vinto 2-1 contro il Kilmarnock; in breve tempo si ritaglia un ruolo da titolare nel club bianco-verde ed il 20 febbraio 2021 realizza la sua prima rete nella vittoria per 2-0 contro l'Hamilton Academical. Il 26 febbraio seguente rinnova il proprio contratto fino al 2025.

#### Hellas Verona
Il 13 luglio 2022 viene acquistato dal Verona. Esordisce in Serie A con i gialloblù il 28 agosto, nella partita casalinga con l'Atalanta, subentrando a Filippo Terracciano. Il 4 settembre successivo, alla prima gara da titolare, segna la sua prima rete in Serie A, nella partita casalinga vinta per 2-1 contro la Sampdoria.

#### Sassuolo
Il 20 gennaio 2024, Doig viene acquistato a titolo definitivo dal Sassuolo, sempre in Serie A, per circa sei milioni di euro, più uno di bonus, e il 10% di una futura rivendita a favore del Verona. Otto giorni dopo esordisce con i neroverdi giocando titolare la partita in casa del Monza, persa per 1-0. Il 19 gennaio 2025 segna la sua prima rete con i neroverdi nel successo casalingo per 5-3 contro il Südtirol. Conclude la stagione con la vittoria del campionato e la conseguente promozione in Serie A.

### Nazionale
Nel 2019 ha giocato una partita nella nazionale scozzese Under-18; in seguito ha giocato anche nella nazionale scozzese Under-21.
Nel settembre del 2022 viene convocato per la prima volta in nazionale maggiore, con cui esordisce il 9 giugno 2025 nell'amichevole vinta per 0-4 in casa del Liechtenstein.

## Statistiche

### Presenze e reti nei club
Statistiche aggiornate al 10 maggio 2025.
| Stagione             | Squadra              | Campionato           | Campionato | Campionato | Coppe nazionali | Coppe nazionali | Coppe nazionali | Coppe continentali | Coppe continentali | Coppe continentali | Altre coppe | Altre coppe | Altre coppe | Totale | Totale |
| Stagione             | Squadra              | Comp                 | Pres       | Reti       | Comp            | Pres            | Reti            | Comp               | Pres               | Reti               | Comp        | Pres        | Reti        | Pres   | Reti   |
| -------------------- | -------------------- | -------------------- | ---------- | ---------- | --------------- | --------------- | --------------- | ------------------ | ------------------ | ------------------ | ----------- | ----------- | ----------- | ------ | ------ |
| gen.-giu. 2020       | Queen's Park         | 3D                   | 7          | 0          | CS              | 0               | 0               |                    | -                  | -                  | CC          | 0           | 0           | 7      | 0      |
| 2019-2020            | Hibernian            | PL                   | 0          | 0          | CS+CdL          | 1+0             | 0               |                    | -                  | -                  | -           | -           | -           | 1      | 0      |
| 2020-2021            | Hibernian            | PL                   | 28         | 1          | CS+CdL          | 5+2             | 0               |                    | -                  | -                  | CC          | 0           | 0           | 35     | 1      |
| 2021-2022            | Hibernian            | PL                   | 34         | 0          | CS+CdL          | 3+3             | 0               | UECL               | 2                  | 0                  | CC          | 0           | 0           | 31     | 0      |
| Totale Hibernian     | Totale Hibernian     | Totale Hibernian     | 62         | 1          |                 | 14              | 0               |                    | 2                  | 0                  |             | 0           | 0           | 78     | 1      |
| 2022-2023            | Verona               | A                    | 22         | 2          | CI              | 0               | 0               | -                  | -                  | -                  | -           | -           | -           | 22     | 2      |
| 2023-gen. 2024       | Verona               | A                    | 12         | 0          | CI              | 2               | 0               | -                  | -                  | -                  | -           | -           | -           | 14     | 0      |
| Totale Hellas Verona | Totale Hellas Verona | Totale Hellas Verona | 34         | 2          |                 | 2               | 0               |                    | -                  | -                  |             | -           | -           | 36     | 2      |
| gen.-giu. 2024       | Sassuolo             | A                    | 16         | 0          | CI              | -               | -               | -                  | -                  | -                  | -           | -           | -           | 16     | 0      |
| 2024-2025            | Sassuolo             | B                    | 29         | 1          | CI              | 2               | 0               | -                  | -                  | -                  | -           | -           | -           | 31     | 1      |
| 2025-2026            | Sassuolo             | A                    | 0          | 0          | CI              | 1               | 1               | -                  | -                  | -                  | -           | -           | -           | 1      | 1      |
| Totale Sassuolo      | Totale Sassuolo      | Totale Sassuolo      | 45         | 1          |                 | 3               | 1               |                    | -                  | -                  |             | -           | -           | 48     | 2      |
| Totale carriera      | Totale carriera      | Totale carriera      | 147        | 4          |                 | 19              | 1               |                    | 2                  | 0                  |             | 0           | 0           | 168    | 5      |

### Cronologia presenze e reti in nazionale
| Cronologia completa delle presenze e delle reti in nazionale ― Scozia | Cronologia completa delle presenze e delle reti in nazionale ― Scozia | Cronologia completa delle presenze e delle reti in nazionale ― Scozia | Cronologia completa delle presenze e delle reti in nazionale ― Scozia | Cronologia completa delle presenze e delle reti in nazionale ― Scozia | Cronologia completa delle presenze e delle reti in nazionale ― Scozia | Cronologia completa delle presenze e delle reti in nazionale ― Scozia | Cronologia completa delle presenze e delle reti in nazionale ― Scozia |
| Data                                                                  | Città                                                                 | In casa                                                               | Risultato                                                             | Ospiti                                                                | Competizione                                                          | Reti                                                                  | Note                                                                  |
| --------------------------------------------------------------------- | --------------------------------------------------------------------- | --------------------------------------------------------------------- | --------------------------------------------------------------------- | --------------------------------------------------------------------- | --------------------------------------------------------------------- | --------------------------------------------------------------------- | --------------------------------------------------------------------- |
| 9-6-2025                                                              | Vaduz                                                                 | Liechtenstein                                                         | 0 – 4                                                                 | Scozia                                                                | Amichevole                                                            | -                                                                     | 59’                                                                   |
| Totale                                                                |                                                                       | Presenze                                                              | 1                                                                     |                                                                       | Reti                                                                  | 0                                                                     |                                                                       |

## Palmarès
- Campionato italiano di Serie B: 1

Sassuolo: 2024-2025